# 烽火萬里情
《烽火萬里情》（英語：Too Late for Love）是1967年邵氏兄弟出品的一部香港愛情文藝片，由羅臻執導，凌波、關山、井淼、歐陽莎菲、夏儀秋、陳燕燕、高寶樹、田琛及馬笑儂主演，改編自日本小說家德冨蘆花的作品《不如歸》。電影講述一對新婚夫婦在烽火時代中的離離合合。
本片拍攝三年耗資百萬完成，榮獲1968年第6屆金馬獎優等劇情片、最佳女主角（凌波）、最佳男配角（井淼）、最佳女配角（歐陽莎菲）及最佳音樂。

## 劇情
在中國抗戰時代中，陳偉棠（井淼 飾）安排女兒素芬（凌波 飾）嫁予軍人李國樑（關山 飾），新婚不久後丈夫即被調往前線打仗，留下素芬與家姑（歐陽莎菲 飾）朝夕相對。家姑對素芬諸多挑剔，芬在不堪折磨下染上肺病，家姑乘機迫其解除婚約。戰爭完結，新婚夫婦本來可算昐得重聚之日，只可惜二人已陰陽相隔……

## 角色
| 演員     | 角色       | 備註                         |
| 凌波     | 陳素芬     | 李國樑之妻                   |
| 關山     | 李國樑     | 年輕的前線軍人，陳素芬之丈夫 |
| 井淼     | 陳偉棠     | 陳素芬之生父                 |
| 歐陽莎菲 | 樑母       | 李國樑之母                   |
| 夏儀秋   | 玉琴       | 表妹                         |
| 陳燕燕   | 芬姨母     | 陳素芬的姨媽                 |
| 高寶樹   | 陳素芬後母 | 陳素芬的後母                 |
| 田琛     | 花匠       |                              |
| 馬笑儂   | 奶媽       |                              |
| 沈勞     | 炳生       |                              |
| 谷峯     | 副官       |                              |
| 張志寶   | 陳大衞     |                              |
| 吳景麗   | 陳曼麗     |                              |

## 電影歌曲
| 歌名         | 演唱者 | 作曲   | 填詞 |
| 〈花落花開〉 | 靜婷   | 王福齡 | 綠琴 |
| 〈秋〉       | 靜婷   | 王福齡 | 綠琴 |

## 花絮
《烽火萬里情》之男主角李國樑原本由從影多年的台灣小生凌雲飾演，當時凌雲已為本片連續拍了五天，後來邵氏公司宣佈改由關山擔綱，拍了五天的所有凌雲鏡頭全部放棄而重新拍攝。由於情況少見，遭到傳媒多番猜測。

## 獎項
| 年份 | 頒獎典禮    | 獎項       | 名字     | 結果 |
| ---- | ----------- | ---------- | -------- | ---- |
| 1968 | 第6屆金馬獎 | 優等劇情片 | 邵氏公司 | 獲獎 |
| 1968 | 第6屆金馬獎 | 最佳女主角 | 凌波     | 獲獎 |
| 1968 | 第6屆金馬獎 | 最佳男配角 | 井淼     | 獲獎 |
| 1968 | 第6屆金馬獎 | 最佳女配角 | 歐陽莎菲 | 獲獎 |
| 1968 | 第6屆金馬獎 | 最佳音樂   | 王福齡   | 獲獎 |

## 外部連結
- 香港影庫上《烽火萬里情》的資料（繁體中文）
- 时光网上《烽火萬里情》的資料（简体中文）
- 豆瓣电影上《烽火萬里情》的資料 （简体中文）
- 互联网电影数据库（IMDb）上《烽火萬里情》的资料（英文）
- 爛番茄上《烽火萬里情》的資料（英文）